# 新西爾卡 (布恰奇市鎮)
48°56′44″N 25°26′57″E / 48.94556°N 25.44917°E

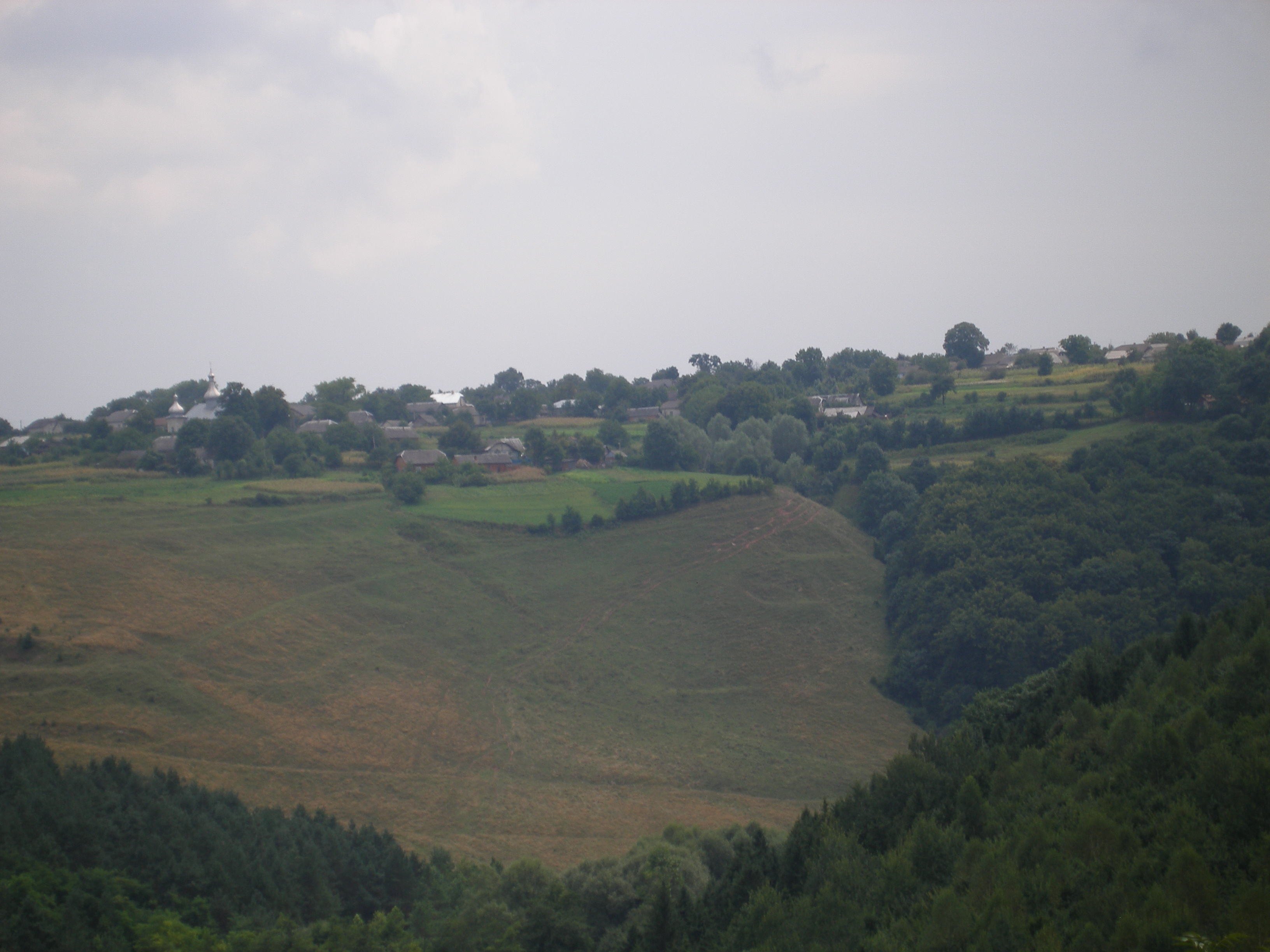

新西爾卡（羅馬化：Novosilka）是位於烏克蘭西部的村莊，由捷爾諾波爾州喬爾特基夫區的布恰奇市鎮負責管轄。該村處於維利霍韋齊河畔，始建於1864年，面積1.81平方公里，2001年人口589。